# Vuit Cérvol Urpa de Jaguar
 Vuit Cérvol Urpa de Jaguar (en idioma mixteca iia Nacuaa Teyusi Nana) va ser un cacic mixteca del segle xi. Sent senyor de Tututepec, va donar inici a un procés expansionista des d'aquesta població localitzada a la Mixteca de la Costa, que el va portar a enfrontar-se contra la seva família i enemics per posar sota el seu comandament una àmplia regió, inclòs l'important senyoriu de Tilantongo, a la Mixteca Alta Oaxaca. La història militar de Vuit Cérvol és ben coneguda gràcies als còdexs mixteca precolombins que van sobreviure a la destrucció colonial. Va néixer a 1063, i va viure cinquanta-dos anys, fins que va morir per sacrifici a 1115.

## Biografia
Nascut a la data del calendari mixteca que indica el seu nom, Vuit Cérvol va ser fill de Cinc Llangardaix-Sol de pluja, sacerdot del prestigiós temple de Tilantongo. La seva mare va ser la Senyora Nou Águila-Flor del Cacau, de Tecamachalco. Va tenir com a germans a Dotze Terratrèmol-Jaguar Sagnant ja Nou Flor-Fletxa de Tabac Ardent. Els germans de Vuit Cérvol també van ser els seus companys en les campanyes militars que va emprendre per tota la Mixteca. També tenia una mitjana germana, de nom Sis Sargantana-Ventall de Jade, que va ser primera dona de Dotze Terratrèmol. La segona dona de Dotze Terratrèmol va ser Sis Mono-Quexquémitl de Guerra. No se sap del cert el tipus de relació que mantenien Sis Mono i Vuit Cérvol, encara que en el  Còdex Nuttall  apareixen lliurant una ofrena al temple de Nou Herba, deessa mixteca de la mort. El que sí que se sap és que en passar el temps, Sis Mono es va casar amb Onze Vent-Jaguar Sagnant, senyor de Bulto de Xipe, localitat la ubicació no es coneix del cert. La parella real de Bulto de Xipe tenia dret al tron de Tilantongo, i van ser els principals rivals polítics de Vuit Cérvol.
D'acord amb el Còdex Nuttall, Vuit cérvol i els seus aliats van conquerir 94 ciutats en la Mixteca, unificant els petits Estats sota el poder de la senyoria de Tilantongo. Va ser l'únic rei mixteca que va poder unir sota el seu comandament a les tres Mixteca, dominant els principals centres polítics de cada regió: a la Mixteca Alta, Tilantongo, en la Mixteca de la Costa, Tututepec, i Teozacualco a la Mixteca Baixa. Establir una aliança amb el senyor Quatre Jaguar, d'una important ciutat anomenada Lloc dels Tules. Es pensava que aquesta ciutat podria ser Tollan-Xicocotitlan i que Cuatro Jaguar-Cara de Nit hauria de ser Ce Acatl Topiltzin Quetzalcóatl, ja que Cuatro Peu és el nom calendárico de la Serp Emplumada. No obstant això, les més recents interpretacions semblen apuntar que aquesta  Tollan  dels còdexs mixteca és Tollan-Chollollan, al Vall de Puebla-Tlaxcala. L'aliança entre Vuit Cérvol i Quatre Peu va ser segellada amb la imposició d'un bezote de turquesa per part del segon al primer, el que li conferia un símbol d'autoritat real tolteca.
Els còdexs mixteca també assenyalen que Vuit Cérvol es va casar en diverses ocasions, el que sembla haver estat part de la seva estratègia política de consolidació d'aliances. Una de les seves esposes va ser la seva neboda Tretze Serp, filla de Sis Sargantana. el 1101, Bulto de Xipe va caure finalment en poder de Vuit Cérvol, que va ordenar l'assassinat d'Onze Vent i el sacrifici dels seus fills. el 1115, Cuatro Vent, fill de Dotze Terratrèmol i Sis Mono encapçalar una aliança de senyorius mixteca en contra de Vuit Cérvol, a qui va prendre presoner i després va donar mort per sacrifici.

## Vuit Cérvol a les fonts precolombines
La reputació d'aquest personatge com un gran polític i estrateg militar li va donar un estatus llegendari entre els mixteca i, en alguns aspectes, la seva biografia, tal com apareix en els còdexs precolombins, sembla barrejar-se amb la llegenda. A més, el coneixement actual sobre la vida de Vuit Cérvol és resultat de la comparació dels diversos còdexs mixteca disponibles. Encara que molt s'ha avançat en la descodificació de l'escriptura mixteca, segueix sent molt complicat establir una interpretació definitiva dels còdexs d'aquesta cultura. En el seu estat actual, la història de Vuit Cérvol s'assembla el relat tràgic de la vida d'un home de gran rellevància, però que va caure en desgràcia a causa de la seva pròpia ambició de poder. La següent biografia de Vuit Cérvol està basada en la interpretació de John Pohl.